# 華夏頜龍屬
華夏頜龍屬（意為「華夏的頜部」，有時亦譯為華夏龍，但為避免與鴨嘴龍類的華夏龍混淆，通常不被使用），是獸腳亞目恐龍的一屬，生存於下白堊紀的中國。華夏頜龍屬於美頜龍科，最大標本的身長約1.8公尺，大於美頜龍。

## 敘述

華夏頜龍與人類的體型相比圖

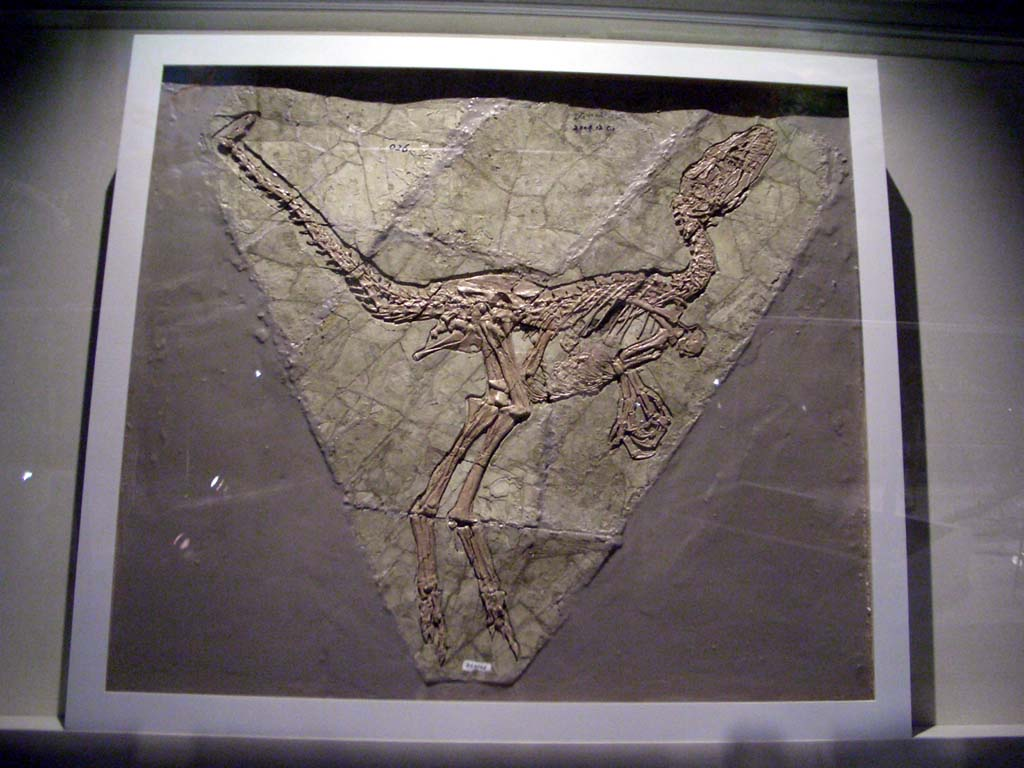
華夏頜龍的化石。

正模標本（編號CAGS-IG-02-301）是在遼寧省北票市四合屯地區的大板溝村發現，屬於熱河群的義縣組，地質年代為阿普第階。這個標本比較完整，只失去了尾巴的末端部份，位於五塊石板上。另一個標本（編號NGMC 98-5-003）也是從同一地層發現，體型較大，但在處理過程時受到破損，而不能成為正模標本。這兩個標本顯示華夏頜龍是大型的美頜龍科，比美頜龍及中華龍鳥的大型標本長約半米，最大的標本約有1.8米長。親緣分支分類法分析發現華夏頜龍是最基礎的美頜龍科恐龍，因牠的前臂並無特定功能。
華夏頜龍與其他美頜龍的差異有：前上頜骨的後突很長，且突出於眶前窩。手部的長度等於肱骨及橈骨長度的和。第一及第二指爪長度相當，都較第三指爪長67%。第一掌骨的寬度較第二掌骨窄，而在尺骨上有小型的鷹嘴突。
中国山东天宇自然博物館收藏有两具華夏頜龍标本，显示他有身披细丝状毛状物。

## 外部連結
- 恐龍博物館──華夏頜龍